# Polisot
Polisot település Franciaországban, Aube megyében. Lakosainak száma 322 fő (2022. január 1.). Polisot Arrelles, Bar-sur-Seine, Celles-sur-Ource, Polisy és Villemorien községekkel határos.

## Népesség
A település népessége az elmúlt években az alábbi módon változott:
| Lakosok száma | 295  | 285  | 304  | 331  | 331  | 327  | 326  | 323  | 324  | 322  |
|               | 1968 | 1982 | 1990 | 2006 | 2013 | 2015 | 2017 | 2019 | 2020 | 2022 |